# Federico Bachstein y compañeros
Frederick Bachstein y compañeros mártires fueron unos frailes franciscanos asesinados en 1611, víctimas de su fe católica y por odio a la fe, en el convento de la Iglesia de Nuestra Señora de las Nieves en Praga, Reino de Bohemia. En 1604, catorce frailes franciscanos de la Orden de los Frailes Menores, de seis países diferentes ocuparon las ruinas del convento de Nuestra Señora de las Nieves en Praga en el Reino Bohemio, con el objetivo de reconstruirlo. De los frailes que pretendían realizar tal tarea, cuatro eran bohemios, cuatro italianos, tres alemanes, uno español, uno francés y uno holandés. 

## El contexto
Bohemia vivió en el siglo XV el fenómeno de la herejía y rebelión y guerra husita. Después de la aparición de los protestantes en el siglo XVI en Europa hubo algunos conflictos religiosos, por lo cual la situación política del Reino de Bohemia era inestable tanto en lo político, en lo intelectual y en lo religioso. Su inestabilidad continuó, pues había división. Los emperadores Carlos V y Fernando I, habían marcado líneas en un sentido, sin embargo, el 12 de julio de 1609 el rey y emperador de Bohemia, Rodolfo II, debilitado por su hermano Matías, que para lograr su objetivo constituyó un gobierno opositor de los estamentos, denominado “Directorio”, integrado por treinta miembros, y así cedió, firmó y emitió un decreto, la “Carta de Majestad” que permitía la libertad religiosa para que los bohemios pudiesen practicar religiones no católicas presentes en la región, e instituía una Iglesia Bohemia Protestante y a sabiendas de que había peligro de mayor inestabilidad, establecía a personas “Defensores de la Fe” para que garantizasen el equilibrio religioso. Los franciscanos fueron acusados de haber colaborado con las tropas invasoras de Leopoldo V de Habsburgo, obispo de la ciudad bávara de Passau (actual Alemania).
Esto activó un conflicto religioso entre partidarios de diversas confesiones que buscaban el acceso al trono, accediendo al poder Matías. Poco después lo sucedió Fernando II tras la batalla de la Montaña Blanca (1620) y se desató la Guerra de los Treinta Años (1618-1648) en Europa. Los monjes católicos pagaron con su sangre, la firmeza en su fe.

## El martirio
El martes de carnaval 15 de febrero de 1611, como a las once de la mañana, una multitud de husitas, calvinistas, luteranos y algunos católicos irrumpió en el convento franciscano de Praga, siendo objeto de una agresión sin precedentes, pues desnudaron y masacraron a los 14 frailes residentes, incluyendo al vicario del monasterio Frederick Bachstein, a los descuartizaron y expusieron los cuerpos mutilados de los religiosos durante cuatro días ante la Iglesia de la Virgen de las Nieves. Luego de la masacre, la turba realizó actos de destrucción de convento, robo de objetos que parecieran de valor y a destruir documentos sobre la administración del lugar. 
Dos piadosas mujeres de la aristocracia, María Maximiliana, mujer del Conde Adán de Sternberg, y Ana, viuda del Vicecanciller Juan Enrique de Pisnice con la ayuda de otros dos ciudadanos, envolvieron a escondidas los cadáveres de los mártires en sábanas blancas y los enterraron cerca del convento. Después fueron enterrados bajo el altar de San Pedro de Alcántara en 1616 y exhumados en el 1667.

## Los mártires
Las víctimas de los hechos fueron los 14 frailes franciscanos que residían en el lugar, de 15 posibles siendo:
- Federico Bachstein, sacerdote de 60 años, maestro y vicario del convento, fue atravesado con una lanza, originario de Pomerania, Bohemia.
- Juan Martínez, sacerdote de 40 años, sacristán, docto polemista y custodio de la Eucaristía, lo cortaron en tres partes, de origen español.
- Bartolomeo Dalmasoni, sacerdote, constructor, muerto a sablazos, de Ponte San Pietro, italiano.
- Simone, sacerdote de 30 años, ecónomo del convento, le partieron la cabeza con un grueso barrote, y le traspasaron el cuerpo, de nacionalidad francesa.
- Cristóforo Zelt, laico de 70 años, de origen holandés y el primero en morir con una maza de hierro le aplastaron la cabeza.
- Juan Didak, laico de 40 años, sastre, alemán.
- Manuel, laico cocinero, bohemio.
- Juan Bodeo, laico de 30 años, hortelano, ayudante de sacristán, italiano de Mompiano Brescia.
- Girolamo dei Conti Arese, diácono de 24años, italiano, fue atravesado por una espada a los pies del altar de la virgen.
- Gaspar Bodeo, Subdiácono de 27 años, italiano de Bosto, Lomardía. Se escondió en el campanario, pero fue hallado y sacrificado.
- Santiago, profeso temporal de 19 años, alemán.
- Clemente, profeso temporal de 19 años, alemán. Le partieron la cabeza por mitad.
- Giovanni, novicio de 18 años, bohemia.
- Antonio, novicio de 20 años, bohemia. El superior Emilio Schot, se encontraba en Viena, por lo que escapó del martirio.

## Beatificación
El inicio de la beatificación se inició n 1677, reabierta en 1930 y el 10 de mayo de 2012 fue promulgado el decreto de aceptación. La ceremonia de beatificación fue dirigida por el cardenal Ángelo Amato, prefecto de la Congregación para las Causas de los Santos y legado papal, en la catedral San Vito de la ciudad de Praga, el 13 de octubre de 2012, durante el pontificado de Su Santidad Benedicto XVI.